# Primera División de Venezuela 1985
La Primera División de Venezuela 1985 fue la 29.ª edición de la Primera División de Venezuela desde su creación en 1957. El torneo fue disputado por 10 equipos. Estudiantes de Mérida se coronó campeón.

## Sistema de competencia
Los 10 equipos se enfrentaron entre sí, dos veces, totalizando 18 partidos cada uno, al final los mejores 6 clasificaron a la fase final donde se volvieron a enfrentar. En la fase final se enfrentaron entre sí, dos veces, totalizando 10 partidos cada uno, al final el primer clasificado se coronó campeón.

## Equipos participantes
| Club                   | Estado           |
| ---------------------- | ---------------- |
| Atlético San Cristóbal | Táchira          |
| Atlético Zamora        | Barinas          |
| Caracas F.C.           | Distrito Federal |
| Deportivo Italia       | Distrito Federal |
| Deportivo Táchira      | Táchira          |
| Estudiantes de Mérida  | Mérida           |
| Mineros de Guayana     | Bolívar          |
| Nacional de Carabobo   | Carabobo         |
| Portuguesa F.C.        | Portuguesa       |
| Universidad Central    | Distrito Federal |

## Primera fase

### Clasificación
|     | Equipo                 | PTS | PJ | PG | PE | PP | GF | GC | DG  |
| --- | ---------------------- | --- | -- | -- | -- | -- | -- | -- | --- |
| 1.  | Deportivo Táchira      | 22  | 18 | 10 | 2  | 6  | 26 | 12 | 14  |
| 2.  | Atlético Zamora        | 22  | 18 | 8  | 6  | 4  | 22 | 10 | 12  |
| 3.  | Atlético San Cristóbal | 22  | 18 | 8  | 6  | 4  | 23 | 14 | 9   |
| 4.  | Nacional de Carabobo   | 22  | 18 | 8  | 6  | 4  | 19 | 14 | 5   |
| 5.  | Estudiantes de Mérida  | 20  | 18 | 6  | 8  | 4  | 20 | 16 | 4   |
| 6.  | Mineros de Guayana     | 20  | 18 | 8  | 4  | 6  | 12 | 13 | -1  |
| 7.  | Portuguesa F.C.        | 18  | 18 | 6  | 6  | 6  | 25 | 23 | 2   |
| 8.  | Deportivo Italia       | 13  | 18 | 3  | 7  | 8  | 14 | 27 | -13 |
| 9.  | Caracas F.C.           | 11  | 18 | 2  | 7  | 9  | 11 | 23 | -12 |
| 10. | Universidad Central    | 10  | 18 | 3  | 4  | 11 | 11 | 31 | -20 |

|  | Clasificados a la Fase Final |

## Fase final

### Clasificación
|    | Equipo                 | PTS | PJ | PG | PE | PP | GF | GC | DG |
| -- | ---------------------- | --- | -- | -- | -- | -- | -- | -- | -- |
| 1. | Estudiantes de Mérida  | 13  | 10 | 5  | 3  | 2  | 21 | 13 | 8  |
| 2. | Deportivo Táchira      | 13  | 10 | 5  | 3  | 2  | 14 | 13 | 1  |
| 3. | Nacional de Carabobo   | 12  | 10 | 5  | 2  | 3  | 13 | 10 | 3  |
| 4. | Atlético San Cristóbal | 8   | 10 | 3  | 2  | 4  | 6  | 8  | -2 |
| 5. | Atlético Zamora        | 8   | 10 | 3  | 2  | 5  | 9  | 15 | -6 |
| 6. | Mineros de Guayana     | 6   | 10 | 1  | 4  | 5  | 9  | 15 | -6 |

|  | Campeón.                             |
|  | Desaparece al final de la temporada. |